# Čestné uznání Mensy ČR

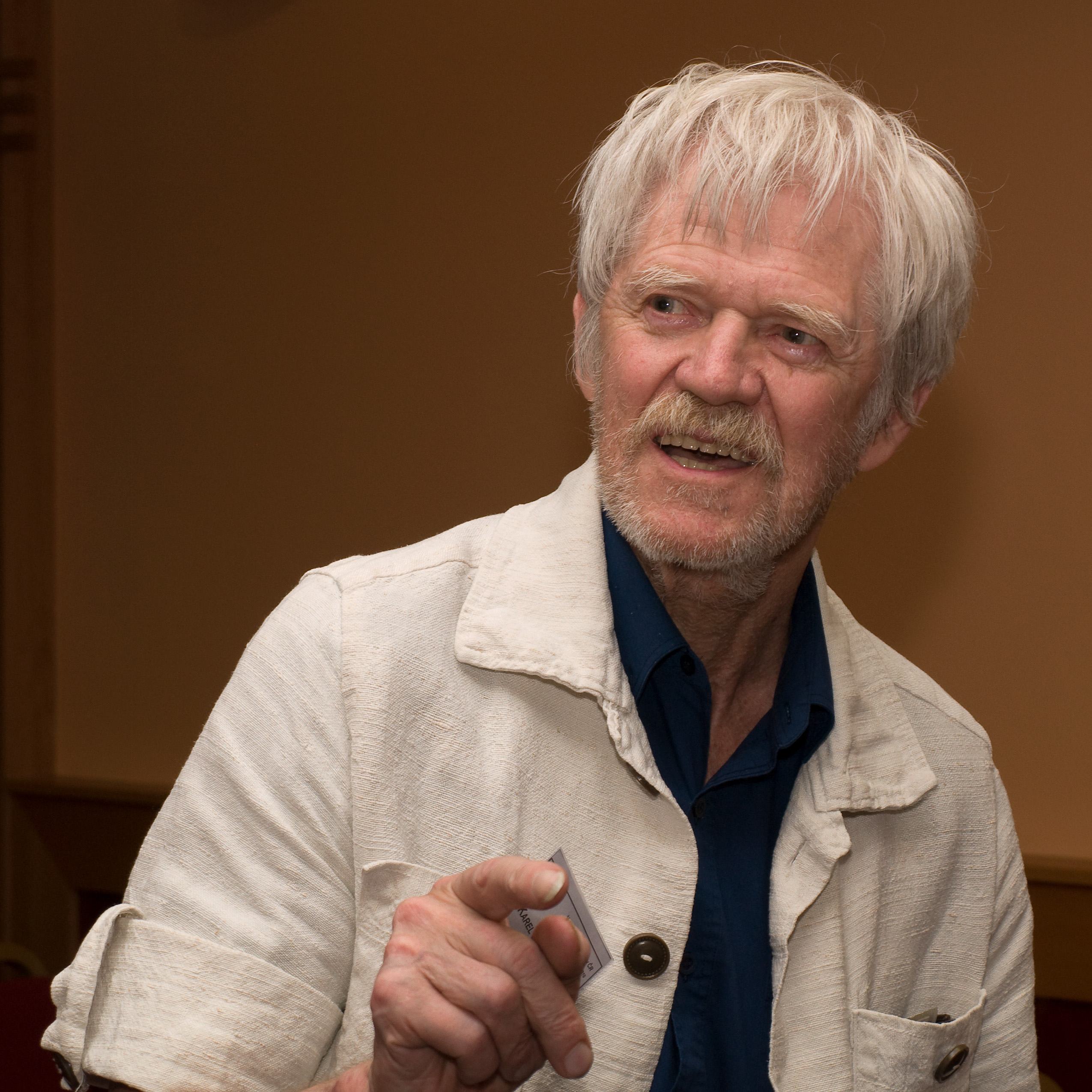
Autor grafiky Karel Šafář

Čestné uznání Mensy České republiky je ocenění, které od roku 2010 každoročně uděluje Mensa Česko na základě výběru a hlasování svých členů. Slavnostní vyhlášení výsledků hlasování se uskutečňuje na valné hromadě Mensy konávané počátkem června.
Oceňovány jsou osobnosti ze všech oblastí společenského života, a to za významný přínos inteligenci národa, propagaci duševní kultury a šíření dobrého jména České republiky ve světě. Oceněný by měl mít české státní občanství, být narozený v Česku nebo trvale žít na území ČR.
Součástí pamětního listu pro laureáty je grafika s motivy zobrazujícími myšlení a inteligenci, jejímž autorem je akademický malíř a grafik Karel Šafář (1938–2016).
Obdobnou cenou je Deutscher IQ-Preis, udělovaná od roku 2004 německou pobočkou Mensy.

## Laureáti
- 2010: RNDr. Jiří Grygar, CSc.[1]
- 2011: Prof. RNDr. Helena Illnerová, DrSc.[2]
- 2012: MUDr. František Koukolík, DrSc.[3]
- 2013: MUDr. Karel Nešpor, CSc.[4]
- 2014: Prof. RNDr. Milan Hejný, CSc.[5]
- 2015: Prof. RNDr. Antonín Holý, DrSc., dr. h. c. mult. (in memoriam)[6]
- 2016: Prof. MUDr. Petr Widimský, DrSc., FESC., FACC.[7]
- 2017: Prof. Ing. Jiří Drahoš, DrSc., dr. h. c.[8]
- 2018: Zdeněk Svěrák, dr. h. c.[9]
- 2019: Prof. MUDr. Bohdan Pomahač[10]
- 2020: MUDr. Soňa Peková, Ph.D.[11]
- 2021: Josef Průša[12]
- 2022: prof. PhDr. Martin Hilský, CSc., dr.h.c., MBE
- 2023: Martina Benešová-Schäfer, , Dr. rer. nat.
- 2024: prof. Mgr. Miroslav Bárta, Dr.

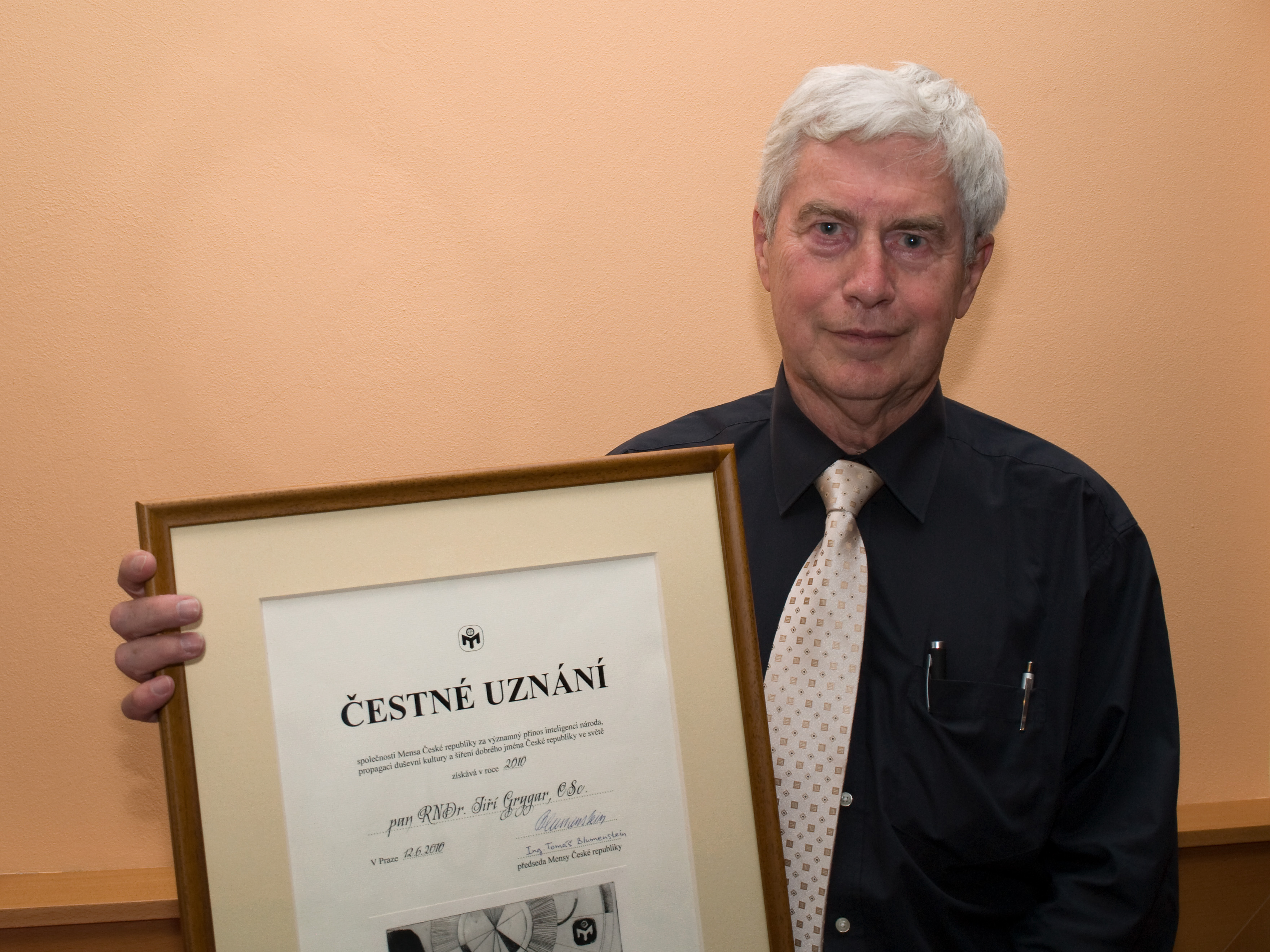
První laureát Jiří Grygar s pamětním listem
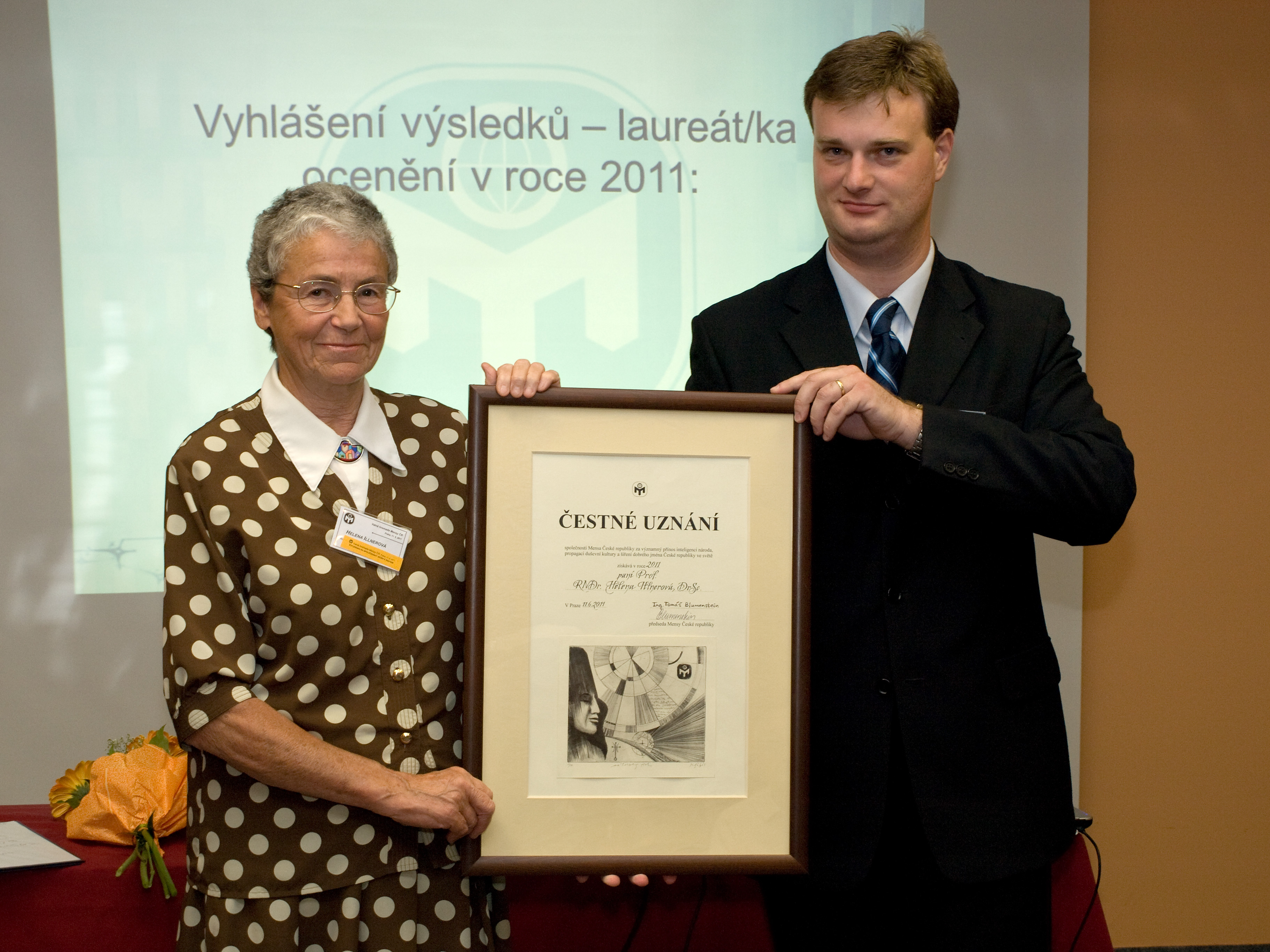
Druhá laureátka Helena Illnerová přebírá uznání z rukou tehdejšího předsedy Mensy ČR Ing. Tomáše Blumensteina